# Soera Qaaf
Soera Qaaf is een soera van de Koran.
De soera is vernoemd naar een onvertaalbare letter in de eerste aya. Een groot deel van de soera is gewijd aan de Opstanding van de mens. Aan het einde wordt duidelijk gemaakt dat God na de zes scheppingsdagen niet hoefde te rusten en wordt opgeroepen om de vrijwillige ra'ka's na het gebed te verrichten.

## Bijzonderheden
Aya 38 zou zijn geopenbaard in Medina.